# Schlacht bei Talavera (1809)
Bailén –  Roliça –Vimeiro – Saragossa (1808) – Burgos (Gamonal) – Medina de Rioseco – Espinosa –  Tudela – Somosierra – Saragossa (1809) – La Coruña – Torres Vedras – Valls – Braga –  Oporto –  Talavera – Ocaña – Gerona – Ciudad Rodrigo (1810) – Buçaco – Gévora – Barrosa – Badajoz (1811) – Fuentes de Oñoro – La Albuera – Tarragona (1811) – Sagunt (Murviedro) – Ciudad Rodrigo (1812) – Badajoz (1812) –  Majadahonda – Salamanca – García Hernández –  Venta del Pozo – Vitoria – 
Sorauren – San Sebastián – Bidassoa
In der Schlacht bei Talavera de la Reina wehrten am 27. und 28. Juli 1809 eine britische Armee unter Wellington und eine spanische Armee unter dem General-Kapitän von Estremadura, Cuesta, die Angriffe einer französischen Armee unter Joseph Bonaparte und den Marschällen Jean-Baptiste Jourdan und Claude-Victor Perrin gen. Victor ab. Die Schlacht endete mit dem Rückzug der Franzosen, wobei diese Schlacht in Frankreich als Unentschieden gewertet wird.

## Ausgangssituation
Nach der Zweiten Schlacht bei Oporto mussten sich die französischen Truppen aus Portugal zurückziehen, so dass sich dort vier Wochen nach dem britischen Sieg in dieser Schlacht keine französischen Kampftruppen mehr aufhielten. Die britischen Truppen folgten den abziehenden Franzosen, ohne diese einholen zu können. In der Nähe von Abrantes formierten sich die Briten unter Wellesley neu. Sein Plan war, mit seinen 20.000 britischen Soldaten und 35.000 Spaniern nach Spanien vorzugehen. Weitere 25.000 Spanier sollten gleichzeitig versuchen, gegen Madrid vorzurücken und die Hauptstadt einzunehmen.
Unter diesem Gesichtspunkt begann am 28. Juni 1809 der Vormarsch Wellingtons durch das Tajotal, wobei am 3. Juli 1809 die spanisch-portugiesische Grenze überschritten wurde. In der Folge kam es zu gravierenden Problemen, wie Untätigkeit spanischer Kommandeure und zusammenbrechende Logistik, dennoch entdeckten die französischen Patrouillen am 22. Juli 1809 die britischen Truppen immer noch auf dem Marsch nach Madrid. Aufgrund der Befehle Kaiser Napoleons sollten sich in dieser Zeit mehrere französische Korps zu einer Armee zusammenschließen und gegen die britische Armee und Portugal vorgehen. Am 25. Juli 1809 hatten sich hundert Kilometer vor Madrid bei Talavera de la Reina zwei französische Korps mit dem aus Madrid herankommenden König Joseph in einer Gesamtstärke von 45.000 Mann verbunden. Die Spanier zogen sich – mit Kenntnis dieser Truppenkonzentration – wieder westwärts auf die britischen Truppen zurück. Dennoch stießen Spanier und Franzosen am 26. Juli 1809 östlich von Talavera aufeinander. Nur mit Glück gelang es den spanischen Truppen zu entkommen. Die Spanier zogen sich weiter auf die am 27. Juli 1809 bei Talavera in Stellung gehenden britischen Truppen unter Major General Sir Arthur Wellesley zurück.

## Aufstellung
Die britisch-spanische Armee ging im Tajotal in Stellung. Die rechte Flanke (nahezu die gesamte spanische Armee Cuestas) der alliierten Armee ging bei Talavera auf der Ebene – direkt am Tajo – in Stellung, während der linke Flügel (die britischen Truppen) in den Hügeln Position bezog. Im Tal hatten die Spanier den Vorteil, durch dichte Hecken und Olivenhaine gute Verteidigungsstellungen beziehen zu können. Die britischen Truppen gingen entlang des Höhenkamms Cerro de Medellín in Position, wobei Wellesley seine Truppen in zwei gestaffelten Linien aufstellte.

## Gefecht bei Casa de las Salinas
Bereits am 27. Juli 1809 kam es zu einem kleineren Zusammenstoß zwischen den feindlichen Armeen, als die britische Infanterie nahe den Ruinen von Casa de las Salinas Position bezog. Etwa um zwei Uhr nachmittags rückte französische Infanterie vor, um in dem zerklüfteten Gelände, das obendrein noch mit Olivenbäumen oder Wald durchzogen war, Stellung zu beziehen. Die britische Brigade Donkin sowie Teile der Brigade MacKenzie wurden von der französischen Division Lapisse' überrascht. Die beiden Regimenter der Brigade Donkin wurden ebenso überrannt wie ein weiteres britisches Infanterieregiment. Mit Mühe gelang es, die britischen Soldaten in einer Auffangstellung zu sammeln. Als sich britische Kavallerie näherte, verlangsamte sich der französische Angriff. Die Pause nutzten die britischen Truppen, um sich in die Hügelkette zurückzuziehen. Dieses kleine Gefecht kostete 100 französische Gefallene und Verwundete, während 400 britische Soldaten starben, verwundet wurden oder in Gefangenschaft gerieten. Die Franzosen gingen im Anschluss daran gegenüber der alliierten Armee in Stellung.

## Schlachtverlauf
Die Schlacht begann mit dem einsetzenden Artilleriebeschuss der Franzosen, nachdem diese ihre Stellungen eingenommen hatten. Die Schlacht selbst zerfiel in einzelne Gefechte.

### Der französische Abendangriff am 27. Juli
Noch am Abend des 27. Juli gingen die Franzosen gegen den Cerro de Medellín vor und versuchten diesen zu besetzen, um diese vorteilhafte Position für den nächsten Tag zu sichern. Gegen neun Uhr abends überquerten Teile der französischen Infanterie-Division Lapisse den Höhenkamm und überrannten die Infanterie-Brigade der King’s German Legion (KGL) unter Oberst Löw. Aus der zweiten Linie marschierte unter Befehl von Major General Rowland Hill die Brigade Stewart vor und trieb im Nahkampf binnen kürzester Zeit die Franzosen wieder vom Hügelkamm.

### Die Morgenattacke am 28. Juli
Gegen fünf Uhr morgens eröffneten in der Nacht aufgestellte französische Batterien das Feuer auf die britischen Positionen. Eine halbe Stunde später begann auch die französische Infanterie vorzugehen. Dabei gerieten die Franzosen bald in das Feuer der vorgeschobenen leichten Infanterie. Diese ließ sich zurückfallen, bereitete aber den vorrückenden 5.000 Franzosen der Division Ruffin die ersten Verluste. Auf Musketenreichweite feuerte die britische Infanterie eine vernichtende Salve, die dem französischen Vormarsch ein abruptes Ende setzte. In den kommenden Minuten folgte ein reines Feuergefecht auf engstem Raum, bis die britische Infanterie der Brigade Sherbrooke zum Bajonettangriff vorging, und die Franzosen überhastet flohen.

### Die Nachmittagsattacken
Gegen zwei Uhr nachmittags wurden 4.600 deutsche Soldaten der Division Leval des Rheinbundes gegen das alliierte Zentrum geschickt. Diesen gelang es, die vorgeschobenen britischen Posten zurückzudrängen, doch scheiterte der Angriff an einer befestigten spanischen Artilleriestellung mit zehn Geschützen und dem Feuer der britischen Infanterie. Die badischen Bataillone wurden durch die Artillerie schwer getroffen. In dieser Situation ging die britische Brigade unter Henry Frederick Campbell zum Gegenangriff vor, wobei Teile der Division Leval überrannt wurden. Dadurch wurde auch der Rest der Division, der nahezu unbehelligt mit den Spaniern gekämpft hatte, ebenfalls zum Rückzug gezwungen.
Um drei Uhr nachmittags erfolgte ein erneuter französischer Angriff durch die Divisionen Lapisse und Sebastiani auf das britische Zentrum und insbesondere auf die Truppen der 1. britischen Infanterie-Division. Alle vier Brigaden warteten bis zum letzten Moment, bis sie auf kürzeste Distanz das Feuer auf die Franzosen eröffneten und dann sofort mit dem Bajonett angriffen. Allein die Verluste durch die geschlossene Salve waren katastrophal, auch der badische Generalmajor Heinrich von Porbeck fiel bei dem Angriff. Gegen vier Uhr nachmittags wurde die Division Leval erneut zum Sturmangriff vorgeschickt. Auch diesmal wurden die deutschen Rheinbundtruppen durch Salvenfeuer im Anmarsch dezimiert, dem ein Bajonettangriff in Verbindung mit einer Kavallerieattacke der Spanier ein Ende setzte. Die Division Leval zog sich ungeordnet zurück. Derweil stoppte die Division Sebastiani den von der 1. britischen Infanterie-Division vorgetragenen Angriff. Gemeinsam mit den Resten der Division Lapisse und Reserven gingen die Franzosen alsbald zum Gegenangriff über. Im Rückzug auf ihre alte Position wehrten sich die britischen Truppen verzweifelt. Ein Zusammenbrechen der britischen Front konnten nur die Reserven der Brigade MacKenzie verhindern, die in die erste Linie gezogen worden waren und sich der Übermacht der Franzosen für fast 45 Minuten nahezu alleine stellten. Nachdem die französischen Truppen zudem von der britischen Kavallerie angegriffen wurden, brach dieser Angriff zusammen. Zu diesem Zeitpunkt hatten sich die britischen Reserven der Brigaden MacKenzie und Donkin auf der einen Seite und die Franzosen andererseits nahezu ausgelöscht. Den Briten gelang es, ihre aufgelöste Infanterie in der zweiten Linie wieder zu sammeln. Der französische Gegenangriff der Division Lapisse verzögerte sich, während die zum Rückzug gezwungenen britischen Bataillone gesammelt wurden. Auf kürzeste Entfernung trugen beide Seiten einen Nahkampf aus, den die Franzosen schließlich verloren gaben, nachdem die französische Division Sebastiani den Rückzug angetreten hatte. Nach vier Uhr nachmittags versuchten die Franzosen, die Höhenzüge nordwärts zu umgehen. Ein Kavallerieangriff der Briten brach allerdings zusammen. Dennoch traten die Franzosen gegen 20 Uhr den Rückzug an, da sie glaubten, an ihren Flanken umgangen worden zu sein.

## Die gegnerischen Truppen
Nachfolgend sind die Gliederung und die gerundete Stärke angegeben:

### Die französischen Truppen
Unter dem Kommando von König Joseph Bonaparte und Marschall Jourdan standen die nachfolgende Truppen:
- I. Armee-Korps Marschall Victor

- Infanterie-Division unter Divisionsgeneral Ruffin 5.000 Soldaten
- Infanterie-Division unter Divisionsgeneral Lapisse 6.900 Soldaten
- Infanterie-Division unter Divisionsgeneral Villatte 6.100 Soldaten
- Kavallerie-Brigade Beaumont 1.000 Soldaten

- IV. Armee-Korps Sebastiani

- Infanterie-Division Sebastiani 8.000 Soldaten
- Infanterie-Division Valence 1.600 Soldaten
- Infanterie-Division Leval 4.600 Soldaten (deutsch-niederländische Einheiten)
- Kavallerie-Brigade Merlin 1.250 Soldaten

- Dragoner-Division Milhaud 3.250 Soldaten
- Dragoner-Division Latour-Marbourg 2.200 Soldaten

- Königsgarde 6.000 Mann

### Die britischen Truppen
Unter dem Befehl von Sir Arthur Wellesley standen die folgenden Truppen:
- 1. Infanterie-Division Sherbrooke

- Garde-Brigade Campbell 2.000 Soldaten
- Infanterie-Brigade Cameron 1.300 Soldaten
- Infanterie-Brigade der King’s German Legion (KGL) Langwerth 1.400 Soldaten
- Infanterie-Brigade der King’s German Legion (KGL) Löw 1.200 Soldaten

- 2. Infanterie-Division Rowland Hill

- Infanterie-Brigade Tilson 1.800 Soldaten
- Infanterie-Brigade Stewart 2.000 Soldaten

- 3. Infanterie-Division MacKenzie

- Infanterie-Brigade MacKenzie 2.200 Soldaten
- Infanterie-Brigade Donkin 1.400 Soldaten

- 4. Infanterie-Division Campbell

- Infanterie-Brigade Campbell 1.000 Soldaten
- Infanterie-Brigade Kemis 1.800 Soldaten

- Kavallerie-Division Payne

- Brigade Fane 1.050 Soldaten
- Brigade Cotton 900 Soldaten
- Brigade Anson 1.000 Soldaten

### Die spanischen Truppen
Unter dem Befehl von General-Kapitän Gregorio García de la Cuesta standen die folgenden Truppen:
- Vorhut (5 Bataillone) 3.000 Soldaten
- Infanterie-Division Zayas 4.500 Soldaten
- Infanterie-Division Iglesias 5.100 Soldaten
- Infanterie-Division de Portago 3.800 Soldaten
- Infanterie-Division Manglano 4.300 Soldaten
- Infanterie-Division Bassecourt 5.300 Soldaten
- Kavallerie-Division Henestrosa 3.400 Soldaten
- Kavallerie-Division de Albuquerque 3.000 Soldaten

## Folgen
Die Franzosen hatten mit 7.390 Toten oder Verwundeten die größten Verluste in dieser hart umkämpften Schlacht. Die Zahl der spanischen Verluste waren ca. 1.200 und die der britischen 5.500 Tote und Verwundete. Dies war ungefähr 25 % der britischen Truppen im Vergleich zu 18 % der französischen. Viele der Verwundeten beider Seiten verbrannten, als das trockene Gras auf dem Schlachtfeld Feuer fing. Am nächsten Tag verstärkten 3.000 Mann der leichten Brigaden die britischen Truppen, nachdem sie ihren berühmten Marsch über 68 km in 26 Stunden absolviert hatten.
In der Zwischenzeit rückte Marschall Soult nach Süden vor und drohte so, Wellesleys Verbindungen nach Portugal zu unterbrechen. In der Vermutung, dass die Franzosen nur 15.000 Mann stark wären, marschierte Wellesley östlich, um deren Vormarsch abzublocken. Er ließ 1.500 Verwundete unter der Betreuung der Spanier zurück. Überraschend entdeckte er jedoch, dass Soult 30.000 Mann zur Verfügung hatte, und er schickte die leichte Brigade in einem Eilmarsch zur Brücke über den Tagus in Almaraz, die sie knapp vor Soult am 6. August erreichte. Nachdem er so die Kommunikation mit Lissabon gesichert hatte, überlegte Wellesley, seine Truppen erneut mit Cuestas zu vereinen. Aber er musste erkennen, dass die spanischen Alliierten die britischen Verwundeten den Franzosen ausgeliefert hatten und auch sonst unkooperativ waren. Während der folgenden Monate gefährdeten schlecht ausgeführte Aktionen die Stellung der Briten. Außerdem blieben die versprochenen Lebensmittellieferungen der Spanier aus. Dieser Mangel an Nachschub und die Gefahr französischer Verstärkungen (mit der Möglichkeit eines Eintreffens Napoleons) im Frühling führte zu der britischen Entscheidung, sich nach Portugal zurückzuziehen.
Nach dieser Schlacht wurde Wellesley mit dem Titel Viscount Wellington of Talavera ausgezeichnet.

## Bedeutung
Die angewendete Taktik, leichte Truppen vor einer leicht zu verteidigenden Stellung zu platzieren, während die Hauptmasse hinter einer Hügelkette in sicherer Deckung war, wurde zu Sir Arthur Wellesleys bevorzugtem Kampfstil.

## Mediale Rezeption
Die Schlacht bei Talavera bildet den Höhepunkt des 1981 veröffentlichten Romans Sharpe's Eagle von Bernard Cornwell. 1993 wurde der Roman als Teil der Fernsehserie Die Scharfschützen verfilmt.

## Trivia
- Ein in Würzburg befindlicher Platz erhielt in Folge der Schlacht den Namen Talavera, da auf französischer Seite kämpfende Soldaten des Großherzogtums Würzburg zur Erinnerung an die Niederlage ein Lokal auf eben diesem Platz Talavera benannten. Im Laufe der Zeit wurde der Name auch für die heute als Parkplatz genutzte Fläche übernommen.[3]